# Encyocrypta mckeei
Encyocrypta mckeei – gatunek pająków z infrarzędu ptaszników i rodziny Barychelidae. Występuje endemicznie na Nowej Kaledonii.

## Taksonomia
Gatunek ten opisany został po raz pierwszy w 1994 roku przez Roberta Ravena na podstawie okazów odłowionych w 1990 roku. Jako lokalizację typową wskazano górę Aoupinié na Nowej Kaledonii. Epitet gatunkowy nadano na cześć Hugh McKee, botanika specjalizującego się we florze Nowej Kaledonii.

## Morfologia
Holotypowa samica ma ciało długości 29 mm oraz karapaks długości 10,6 mm i szerokości 8,8 mm. Karapaks jest w zarysie prawie jajowaty, ubarwiony czerwonobrązowo, porośnięty szarobrązowymi włoskami i czarnymi szczecinkami. Jamki karapaksu są przeciętnie szerokie i proste. Szczękoczułki są bordowobrązowe, pozbawione rastellum. Bruzda szczękoczułka ma 13 zębów na krawędzi przedniej oraz 10 małych ząbków i 6–8 ziarenek w części środkowo-nasadowej. Szczęki zaopatrzone są w 3–6 kuspuli. Odnóża są pomarańczowobrązowe, nieobrączkowane. Nie występują na nich ciernie bazyfemoralne, ale rzepki trzeciej pary mają po dwa krótkie kolce cierniowate. Pazurki pierwszej i ostatniej pary odnóży są uzębione. Opistosoma (odwłok) jest z wierzchu brązowa z białymi rejonami na bokach i tyle, od spodu zaś jasna z parą brązowych znaków przed kądziołkami. Genitalia samicy mają dwie spermateki, każda o formie dużego płata stożkowatego, z którego boczno-nasadowej części wyrasta mały, długi, jajowato zwieńczony płat boczny.

## Ekologia i występowanie
Pająk ten występuje endemicznie w Prowincji Północnej Nowej Kaledonii, gdzie zasiedla wyłącznie lasy deszczowe na górze Aoupinié. Stwierdzony został na wysokości 890 m n.p.m.
Buduje długie podziemne norki o długości od 40 do 50 cm i falistym przebiegu. Pierwszych od 10 do 15 cm korytarza wyściełanych jest grubą warstwą przędzy. Wejście do norki zakryte jest cienkim wieczkiem z zawiasem położonym po górnej stronie.
Do ptaszników występujących z nim sympatrycznie należą zaliczane do tej samej rodziny Orstom aoupinie, Natgeogia rastellata i Questocrypta goloboffi oraz zaliczany do Dipluridae Caledothele aoupinie.